# Bahita interjecta
Bahita interjecta är en insektsart som beskrevs av Rauno E. Linnavuori och Delong 1978. Bahita interjecta ingår i släktet Bahita och familjen dvärgstritar. Inga underarter finns listade i Catalogue of Life.